# Sainghin-en-Mélantois

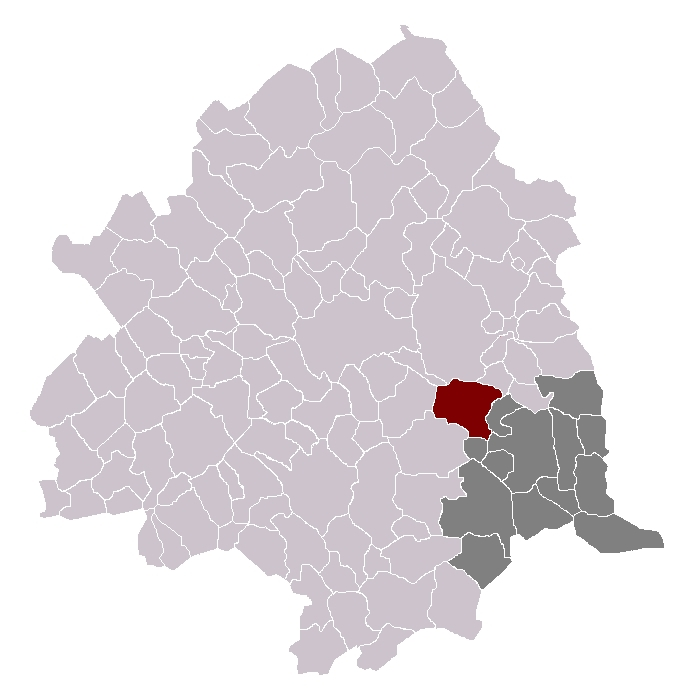
Ubicació de Sainghin-en-Mélantois dins del cantó i el districte

Sainghin-en-Mélantois és un municipi francès, situat a la regió dels Alts de França, al departament del Nord. L'any 2006 tenia 2.334 habitants. Limita al nord-oest amb Lezennes, al nord amb Villeneuve-d'Ascq, al nord-est amb Anstaing, a l'oest amb Lesquin, a l'est amb Bouvines, al sud-oest amb Fretin, al sud amb Péronne-en-Mélantois i sl sud-est amb Cysoing.

## Demografia
| 1882                                       | 1962  | 1968  | 1975  | 1982  | 1990  | 1999  | 2006  |
| ------------------------------------------ | ----- | ----- | ----- | ----- | ----- | ----- | ----- |
| 1.844                                      | 1.696 | 1.724 | 1.901 | 2.396 | 2.562 | 2.544 | 2.334 |
| Des de 1962: població sense dobles comptes |       |       |       |       |       |       |       |

## Administració
| Període | Identitat       | Partit        |
| ------- | --------------- | ------------- |
| 2009-   | Jacques Ducrocq | divers droite |